# بز کوهی نوبه‌ای

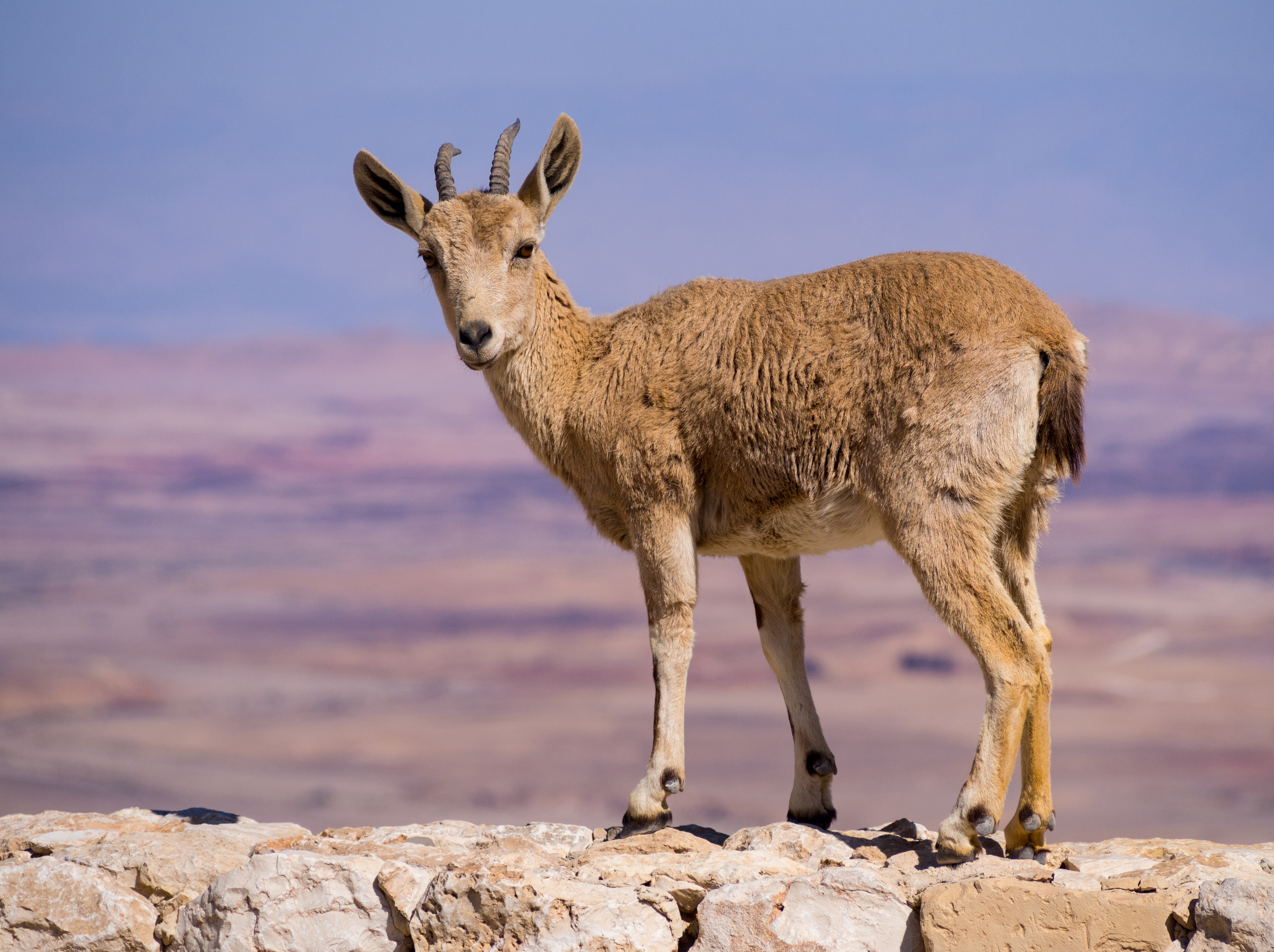
نگاره‌ای از یک بز کوهی نوبه‌ای در وادی رامون در صحرای نِگِب در جنوب اسرائیل.

بز کوهی نوبه‌ای (نام علمی: Capra nubiana) نام یک گونه از سرده بز کوهی است. این گونه در اسرائیل، عربستان، اردن، مصر، یمن و سودان دیده می‌شود. بعضی‌ها این گونه را یکی از زیرگونه‌های بز کوهی آلپی معرفی کرده‌اند و برخی آن را یک گونه مجزا می‌دانند. رنگ این گونه نسبت به دیگر گونه‌ها روشن‌تر و زیر شکمش سفید است.
بزکوهی نوبی در زمین‌های ناهموار، خشک و کوهستانی زندگی می‌کند، جایی که عمدتاً علف‌ها و برگ‌ها، به‌ویژه درختان اقاقیا (جنس Vachellia) را می‌خورند. آنها روی زمین به دنبال غذا هستند و همچنین ممکن است روی پاهای عقب خود بلند شوند تا به برگ درختان برسند. آنها می‌توانند هنگام تغذیه از درختان بالا بروند. بزکوهی ترجیحاً در فضاهایی که نزدیک صخره‌ها هستند تغذیه می‌کنند، جایی که می‌توانند به راحتی از شکارچیان فرار کنند و منظره ترس را نشان می‌دهند: هرچه از صخره‌ها دورتر باشند، بزکوهی هوشیارتر می‌شوند. آیبیکس همچنین زمان بیشتری را صرف تغذیه در لکه‌های سبز رنگ با کیفیت غذایی بالا و نزدیک به منابع آبی می‌کند.
آنها توسط پلنگ (Panthera pardus)، گرگ عربی (Canis lupus arabs)، شغال طلایی (Canis aureus)، روباه قرمز (Vulpes vulpes)، عقاب، و کرکس ریشدار (Gypaetus barbatus) شکار می‌شوند. هنگامی که هشدار می‌دهند، صدایی تند و تیز برای هشدار دادن به سایر بزکوه‌ها از خطر منتشر می‌کنند. آنها ممکن است میزبان انگل‌هایی از جمله مگس بز (Lipoptena chalcomelanea)، کک و کنه (Hyalommina rhipicephaloides) باشند. آنها همچنین با کیست‌های مغزی ناشی از انگل Taenia multiceps پیدا شده‌اند. بز بز نوبی رابطه متقابلی با سار تریسترام (Onycognathus tristrumil) دارد، پرنده کوچکی که انگل‌های روی پوست بز را می‌خورد.[۱۰] آنها زیستگاه خود را با بسیاری از گیاهان خوار دیگر، از جمله هیراکس سنگی (Procavia capensis)، اریکس عربی (Oryx leucoryx)، غزال (جنس غزال)، و الاغ وحشی آسیایی (Equus hemionus) به اشتراک می‌گذارند. بزکوهی اجتماعی است و گله‌ها معمولاً از ماده، جوان و نر تا سن حدود سه سالگی تشکیل می‌شوند. گله‌ها معمولاً تا ۲۰ نفر هستند، اما ممکن است به ۵۰ نفر نیز برسد. گله‌های ماده اغلب از افراد مرتبط تشکیل شده‌اند که از سلسله مراتب سلطه پیروی می‌کنند. نرها منفرد هستند یا نوارهای گذرای بیشتری تا هشت نفر تشکیل می‌دهند. در طول فصل تولید مثل، نرها به گله‌های ماده می‌پیوندند تا شکم شش تا هشت هفته‌ای را طی کنند. سپس نرهای بزرگ با برخورد شاخ‌ها به مبارزه می‌پردازند.